# توییست (آلمان)
توییست (Twist)،  یک منطقهٔ شهری در بخش امسلند در ساکسون پایینی آلمان است. این منطقه مستقیماً در مرز هلند واقع شده‌ است.

## تاریخچه
استقرار جمعیت در منطقه‌ای که اکنون توییست نام دارد، به تازگی حوالی سال ۱۷۸۴ میلادی شروع شد. زمین کاملاً بایر بود و تنها اجازهٔ معیشت ناچیزی را می داد، و مردم در راحتی به سر نمی‌بردند. ساخت کانال نورد سود در 100 سال بعد بهبودهای قابل توجهی در کیفیت زندگی مردم به ارمغان آورد؛ زیرا کانال زه‌کشی سیستماتیک و حذف زغال سنگ نارس را فراهم کرد. 
در آگوست / سپتامبر ۲۰۱۱ توییست ۲۲۵ امین سالگرد خود را با فستیوالی که ۱۰ روز به طول می انجامد جشن می‌گیرد.

## منشا نام
با توجه به اختلاف نظر طولانی با پادشاهی هلند دربارهٔ مرز بین دو کشور زبان مشترکی استفاده شد تا دربارهٔ Twistrich یا Twist Gebiet (منطقهٔ توییست ) صحبت کنند. در آلمان پایینی Twistrich یا Twist Gebiet معنی مشابهی با مرز مورد مناقشه دارد. این زبان زبان رسمی در آن زمان بود و هنوز هم نسبتاً استفاده می‌شود.
تحقیقات اخیر یورگن آدولف Jürgen Udolph (که یک دانشمند معروف در زمینهٔ وابستگی اسمی است) نشان می‌دهد که نام توییست احتمالاً از ریشه کلمات twistel به معنی zwiesel یا zweiung آمده‌است  که به معنی چیزی روی یک شاخه است. در این مفهوم همچنین کلماتی مانند zwietrachtig، twisten، و in zweispalt و streit sein دَر انگلیسی ( اختلاف، مورد مناقشه) که متعلق به تعریف اصلی نام توییست می‌باشد وجود دارند.

## مناطق دیدنی

### کلیسای سنت فرانزیسکوس
این کلیسا، در سال ۱۹۲۸-۱۹۲۹ ساخته شد. معمار تئو بورلاج Theo Burlage کلیسا را در سَبک اکسپرسیونیسم طراحی کرد.
منار مخروطی کلیسا در سه سمت جانبی خود ساعت دارد. برخلاف صفحه ساعت‌های معمول این صفحه‌ها ساعت را نشان نمی‌دهند. شکل بالایی یک صلیب آهنی است با تاریخ ۱۹۱۴  و ۱۹۱۸ (طول زمان جنگ جهانی اول) ۳۳ شکل بعدی روی صفحه ساعت‌ها برچسب نام‌هایی هستند از سربازانی که در جنگ بین دو دهکدهٔ شونیدورف Schönighsdorf و پروینزیالمور  Provinzialmoor کشته شدند.

### کلیسای پروتستان‌ها در نیورینج
یک مورد خاص در منطقهٔ نیورینج  کلیسای پروتستان هاست. زیرا این کلیسا یکی از قدیمی‌ترین و با ارزش‌ترین ارگ‌های کلیساهای ملی پروتستان‌ها را دارد (ساخت در سال ۱۷۱۹). خود کلیسا در سال ۱۹۰۴ ساخته شد.

## طبیعت
در سال ۲۰۰۶ بخش‌های امسلند و گرافچفت بنتایم با بخش هلندی، پارک طبیعی ملی را تأسیس کردند. این پارک در طول بخش بزرگی از منطقهٔ شهری توییست گسترده شده‌است. این پارک طبیعت منحصر به فردی دارد و هر ساله شاهد پرندگان مهاجر بسیاری است.

## فعالیت و فرهنگ

### فرهنگ
هیماتوس توییست یک خانهٔ کشاورز بازسازی شده واقع در مرکز توییست است. اینجا برای کنسرت‌های بلوز اند فالکس که سالیانه بارها اجرا می‌شوند معروف است. درست در کنار هیماتوس توییست موزهٔ نفت خام و گاز طبیعی قرار دارد که شامل چند نمایشگاه در خصوص تاریخچه توسعهٔ استخراج نفت خام و گاز طبیعی است. 
صنعت نفت خام و گاز طبیعی پیشینهٔ درازی در منطقهٔ توییست دارد که به همین دلیل گاهی اینجا تگزاس آلمان نیز گفته می‌شود.

نمایشگاه توییست
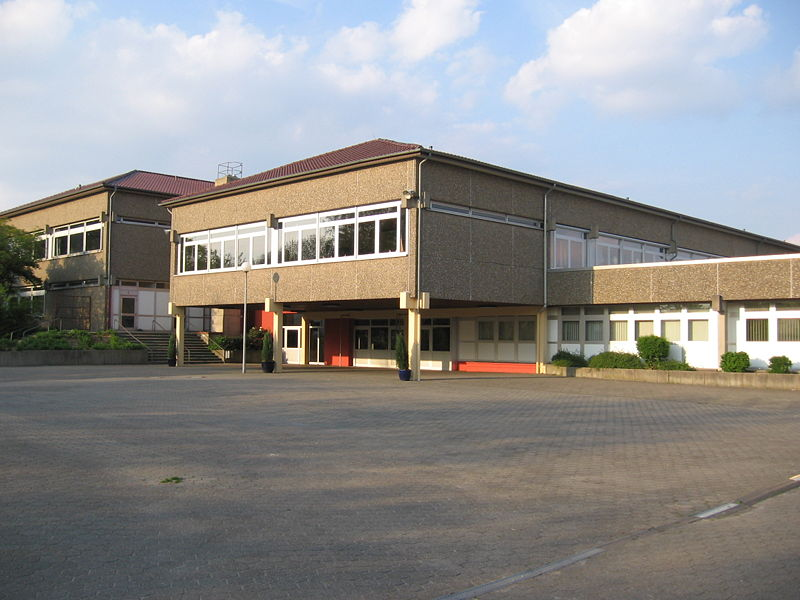
دبیرستان شول ام سی )
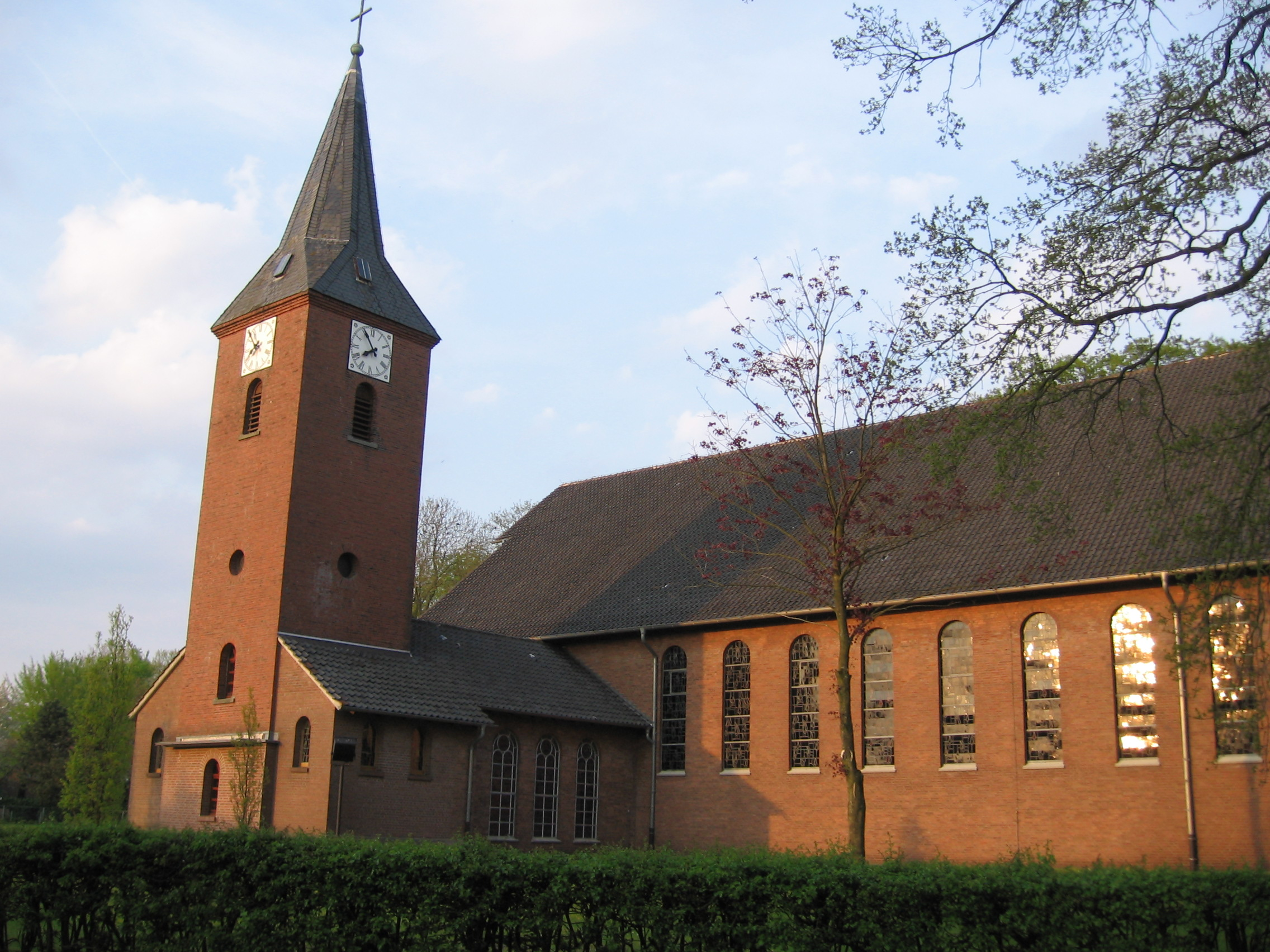
کلیسای کاتولیک سنت جورج)
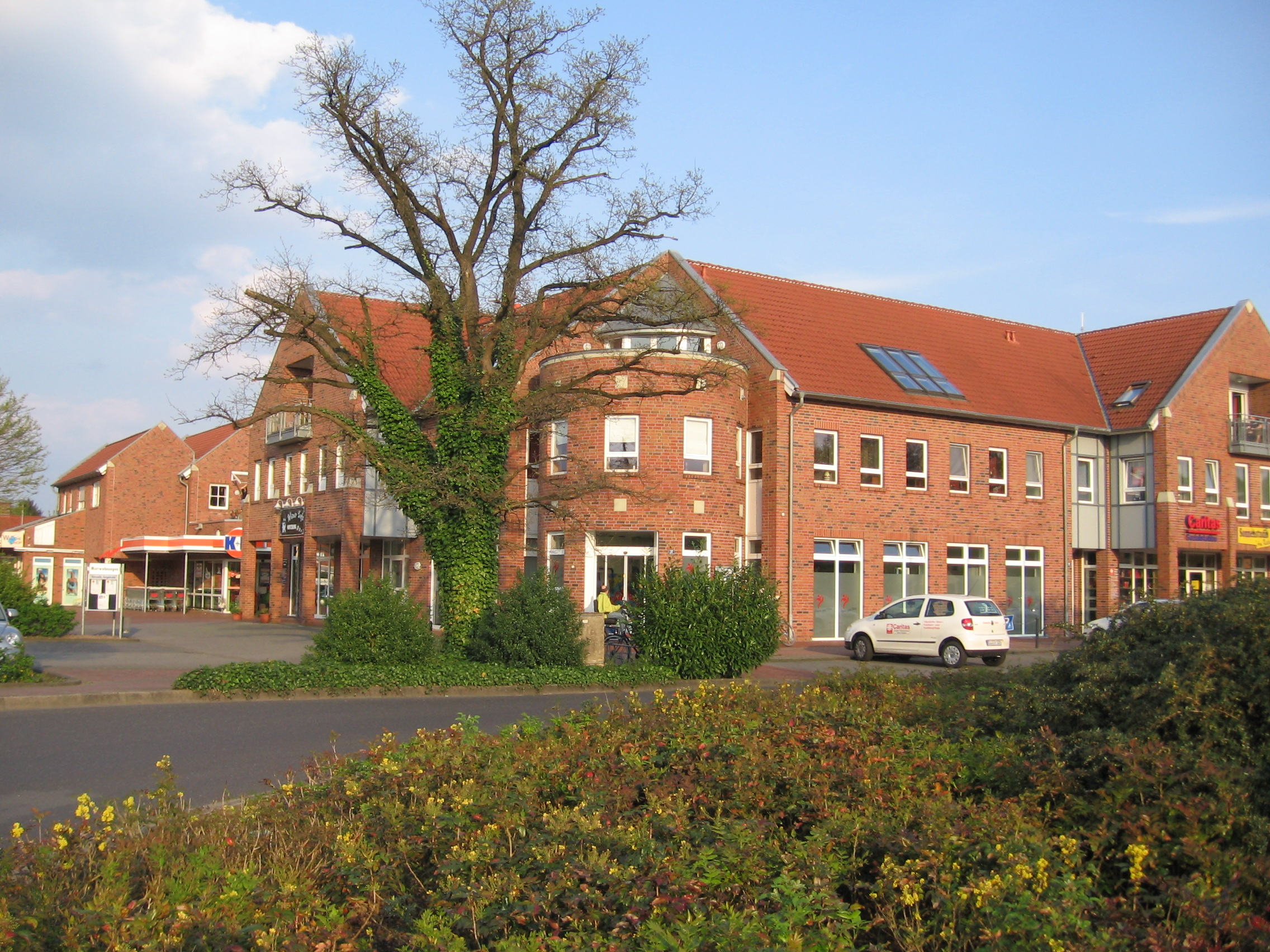
ساختمان تجاری در مرکز توییست)
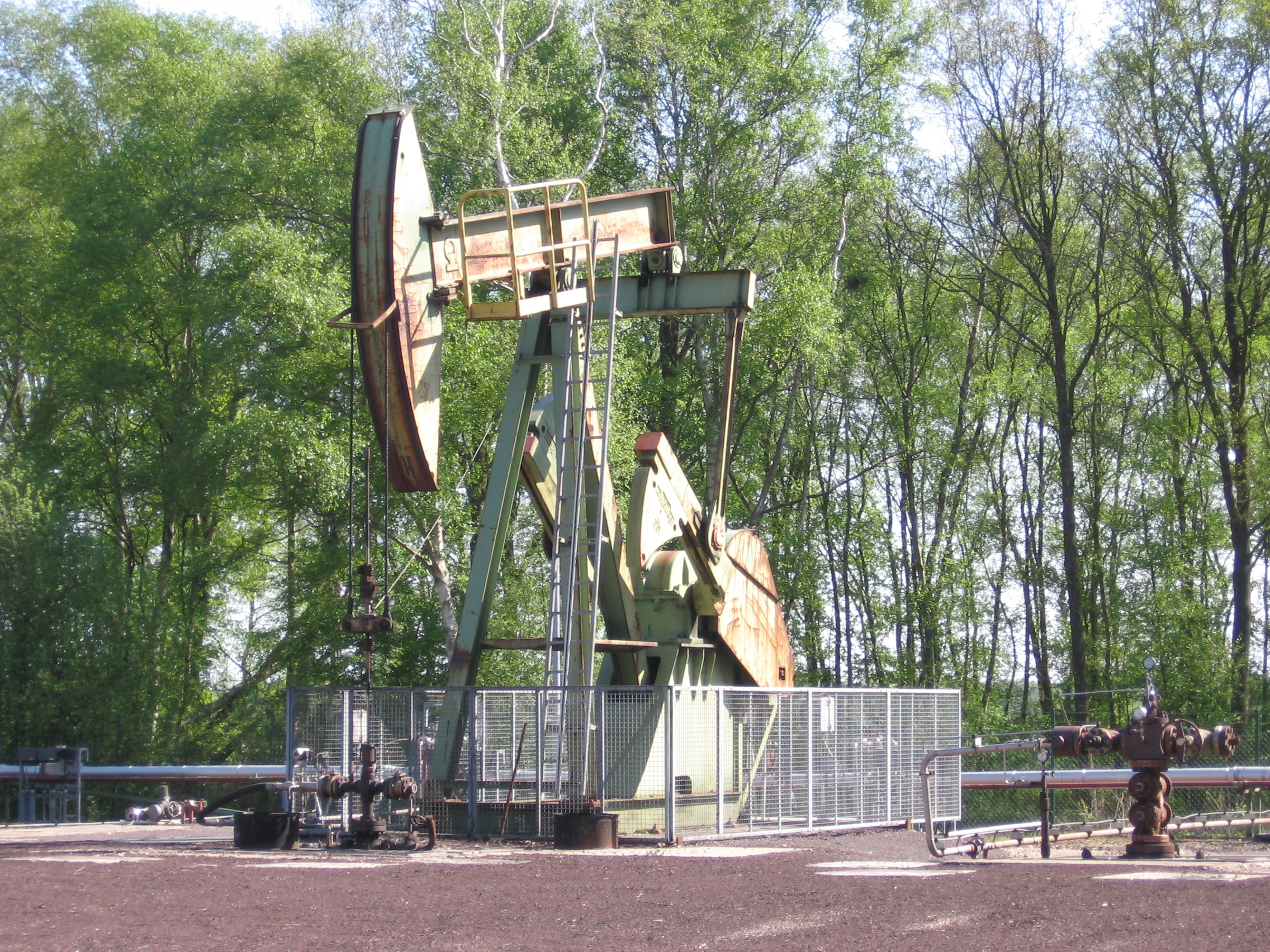
نماد پمپ نفت)
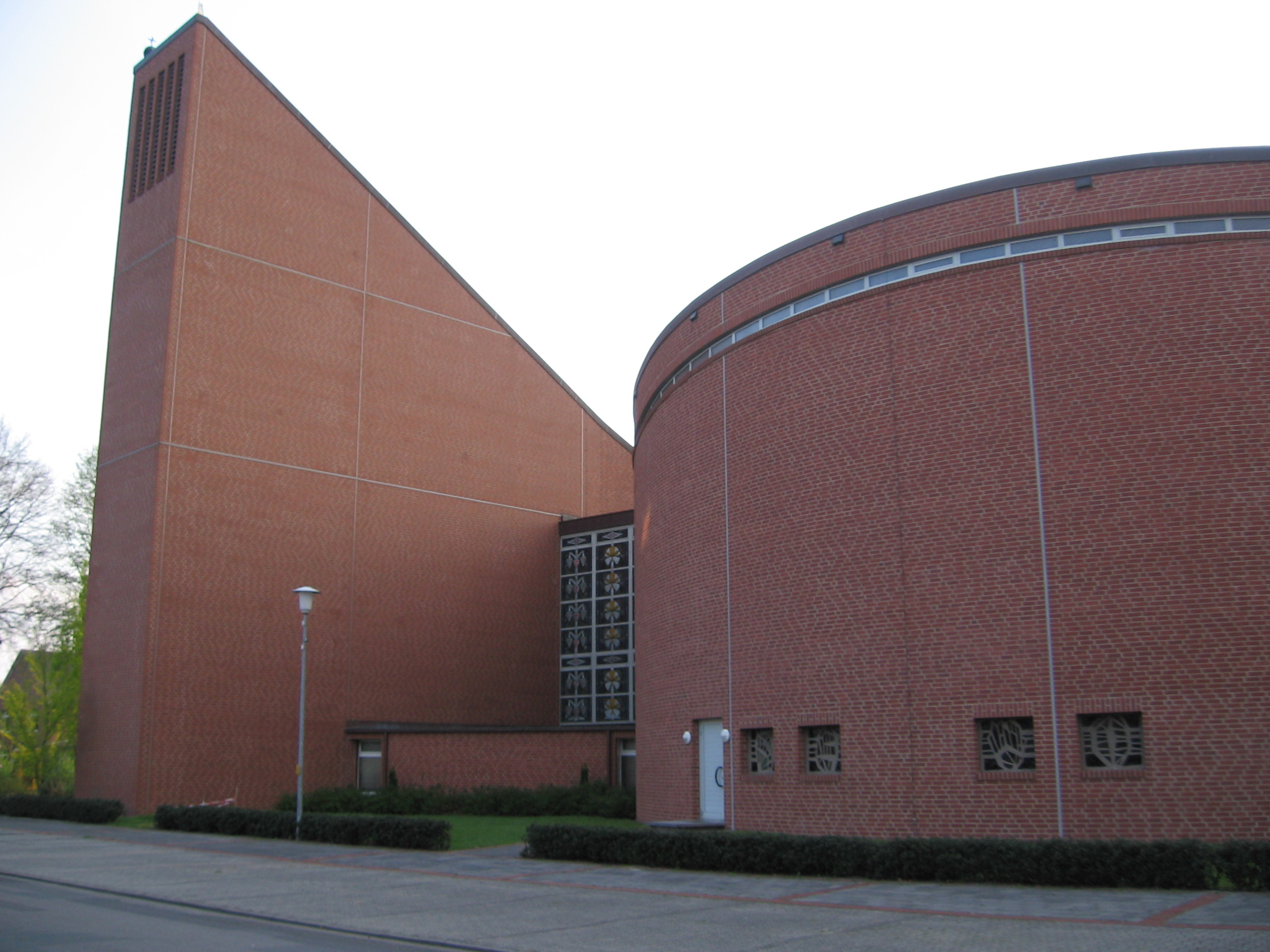
کلیسای کاتولیک سنت انسگر)
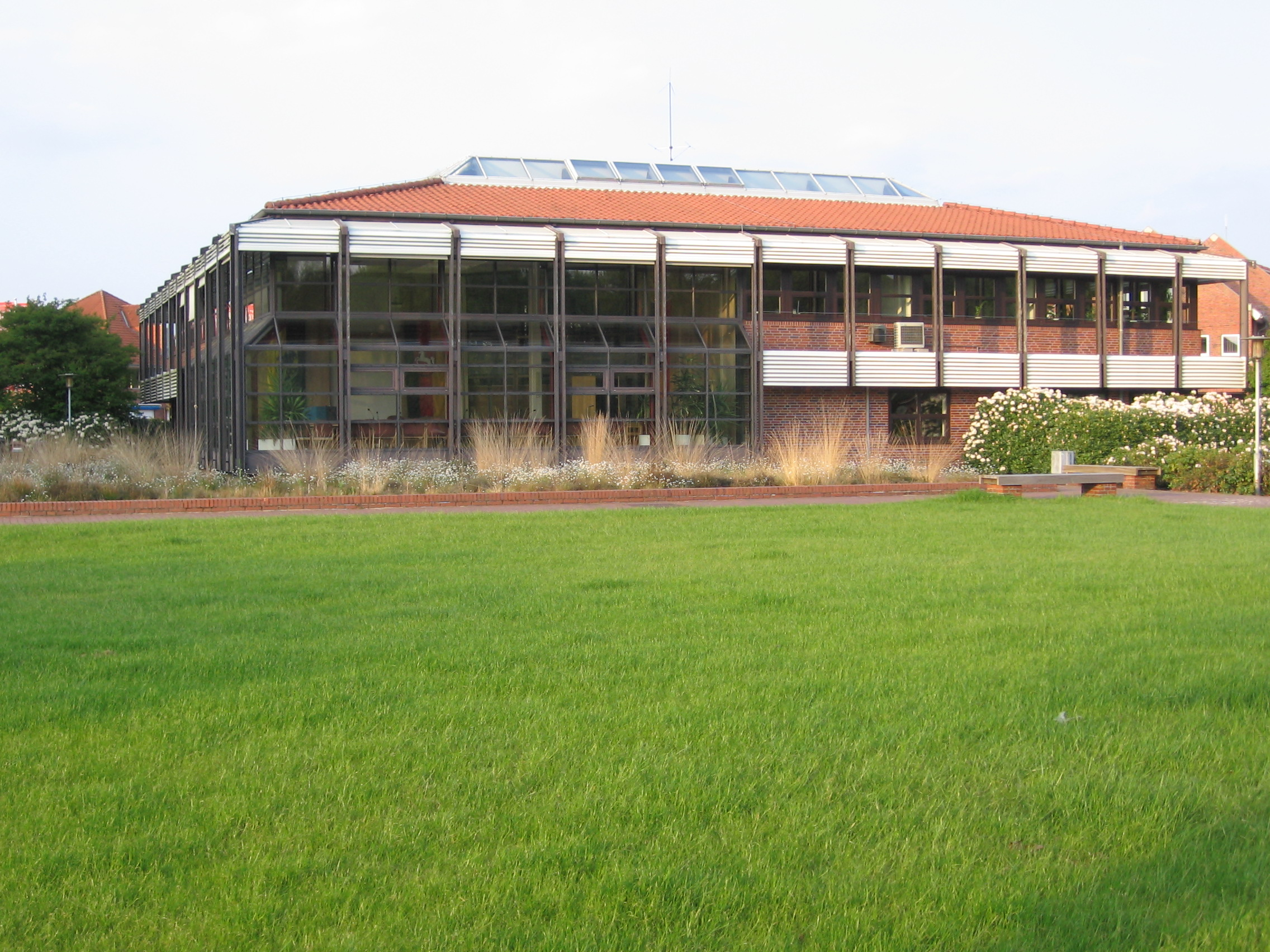
سالن همایش شهر توییست)
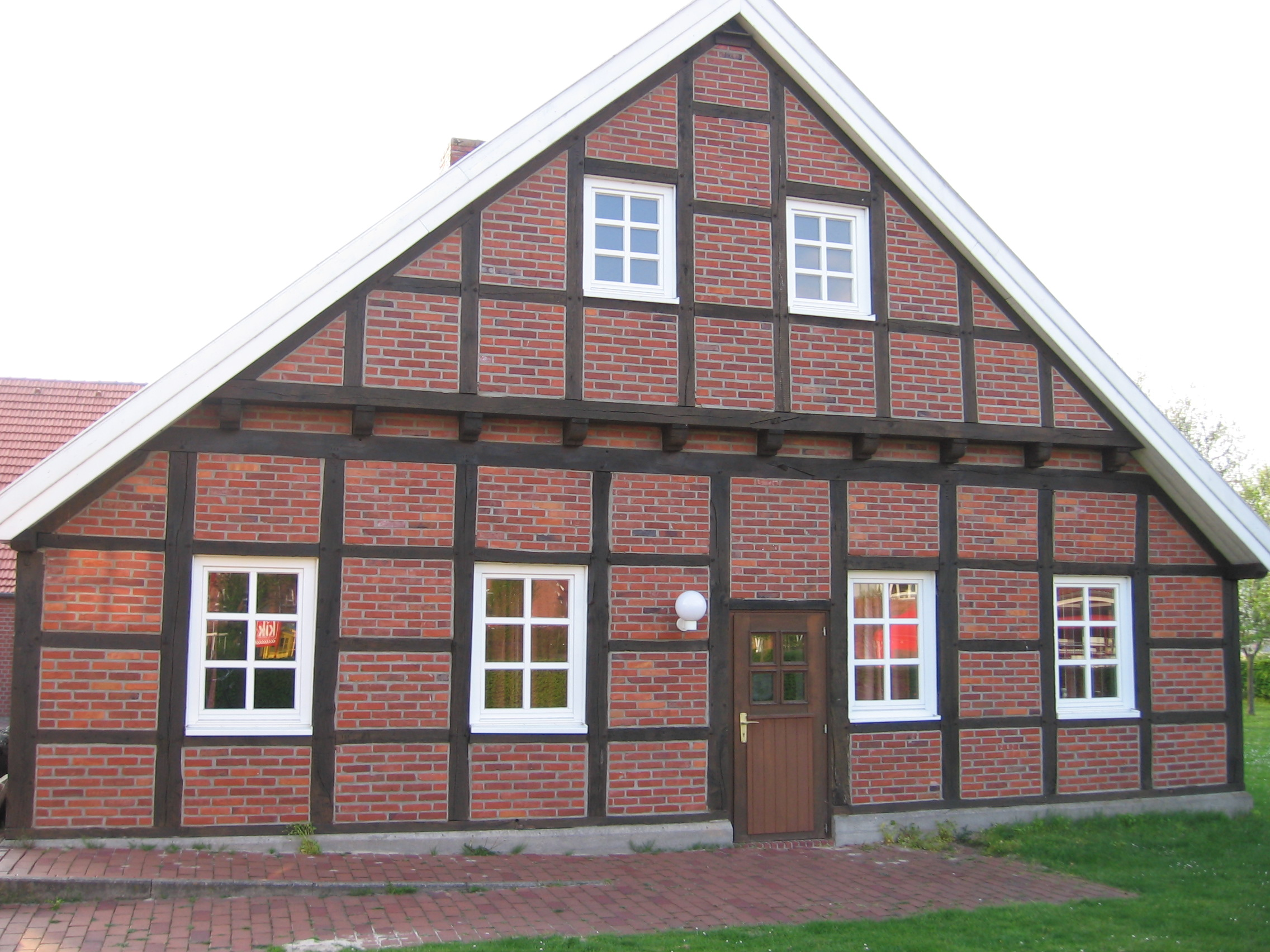
هیماتوس توییست
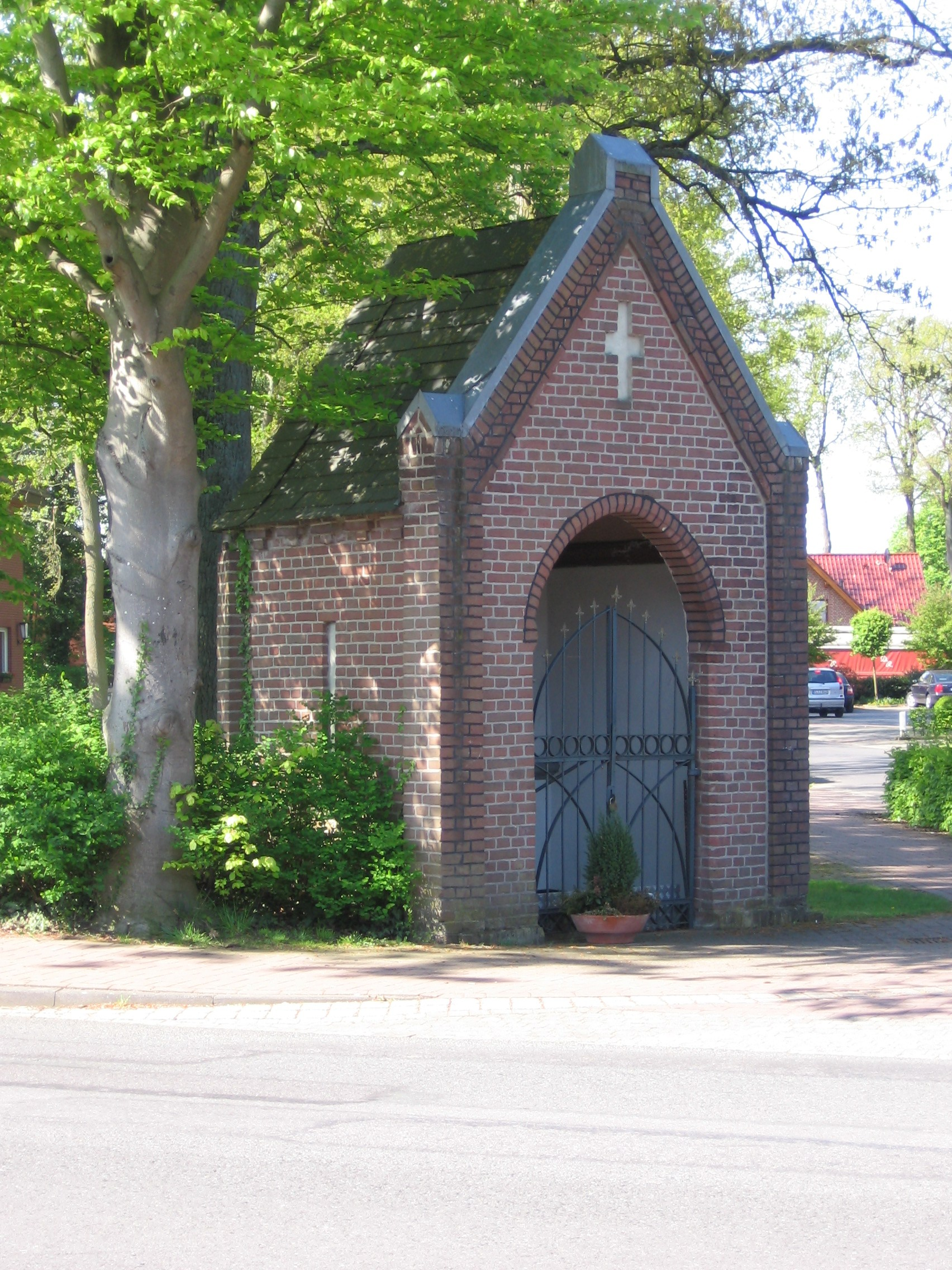
توییست

## فعالیت‌ها
در تمام نواحی توییست باشگاه‌های ورزشی وجود دارد که فوتبال ورزش غلب آنهاست ولی بسکتبال، پینگ پونگ، مسابقات رقص، اسب سواری، شنا، تنیس، هندبال و ژیمناستیک هم در اینجا وجود دارد.

## اقتصاد و زیرساخت‌ها

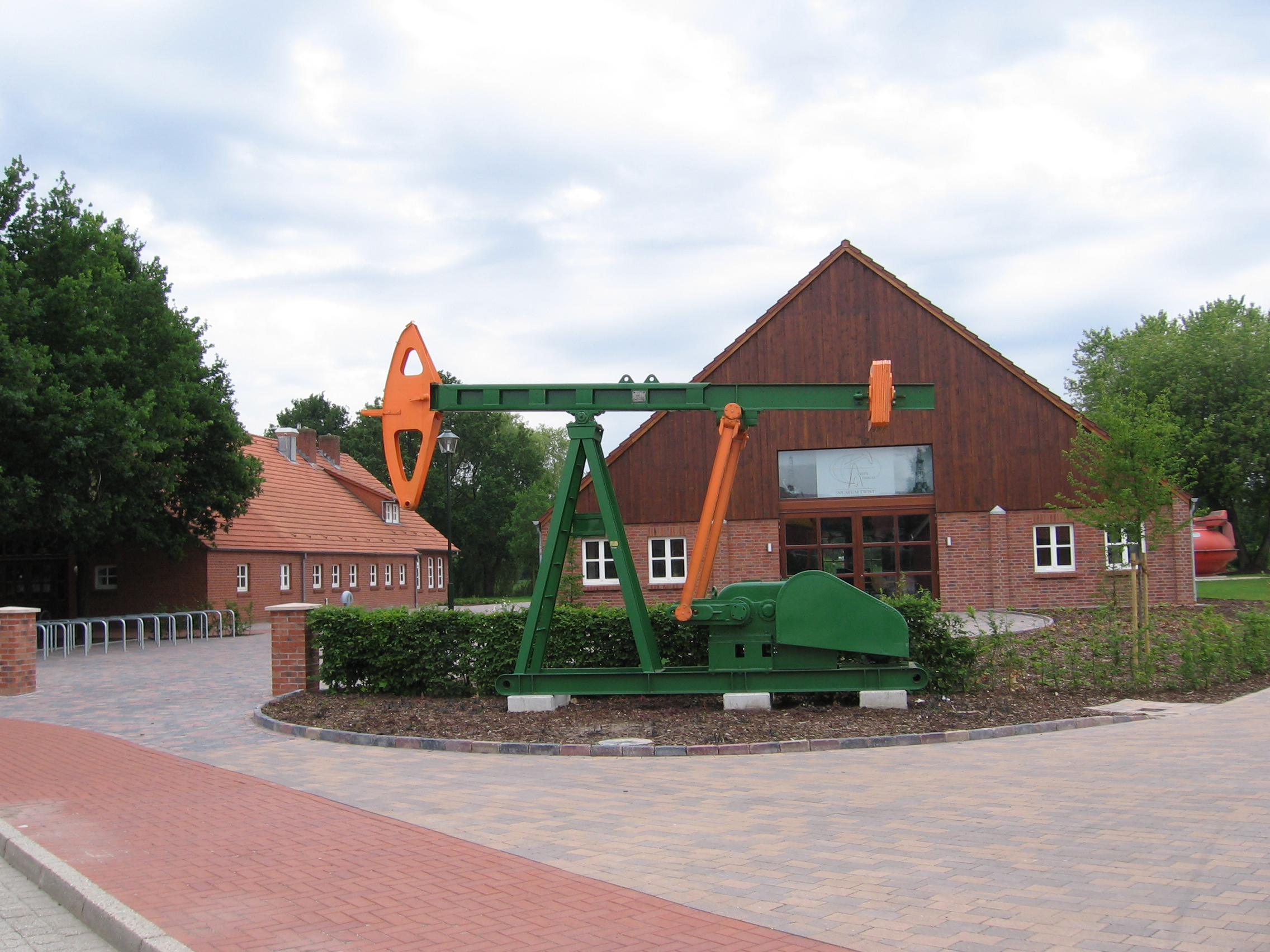
موزه نفت خام و گاز طبیعی

### با ماشین
توییست اتصال مستقیمی به اتوبان ۳۱ دارد که به عنوان جادهٔ شمالی جنوبی بین دریای شمالی  و روهر عمل می‌کند. توییست همچنین به  شبکه بین‌المللی ای-جاده ۲۳۳ (شبکهٔ جاده بین‌المللی) که در قسمت آلمانی مانند اتوبان تا نقطه اتصال با اتوبان ۳۱ کشیده شده و در بخش هلندی وضعیتی شبیه به اتوبان A ۳۷ دارد متصل است. این شبکه بین‌المللی ای-جاده متروپولیس روتردام آمستردام را به هامبورگ و نهایتاً اسکاندیناوی متصل می‌کند. طرف آلمانی قصد دارد که در سال‌های آتی از طرف هلندی پیروی کند و کل مسیر را عریض نماید.

### ترافیک هوایی
نزدیکترین فرودگاه بین‌المللی مونستر اوسنابروک در شهر آلمانی گرون است. این فرودگاه ۹۰ کیلومتر از توییست فاصله دارد و از طریق اتوبان ۳۱ و سپس تغییر مسیر به اتوبان ۳۰ به سهولت قابل دسترسی است.
در دوسلدورف نزدیکترین فرودگاه بین‌المللی برای پروازهای بین قاره‌ای قرار دارد. فاصله تا فرودگاه حدود ۱۷۰ کیلومتر است (یک و نیم ساعت با ماشین) و در تمام مسیر می‌توان از اتوبان استفاده کرد. راه دسترسی به فرودگاه بین‌المللی دوسلدورف اتوبان ۳۱ و ادامه مسیر است تا رسیدن به اتوبان ۴۴ و ترک آن در خروجی فرودگاه
دیگر فرودگاه نزدیک فرودگاه آمستردام است این فرودگاه ۲۰۰ کیلومتر فاصله دارد و به سرعت از طریق شبکه راه‌های پر سرعت سمت هلندی قابل دسترسی است. اتوبان هلندی A ۳۷ در توییست شروع می‌شود و در تمام مسیر تا فرودگاه می‌توان در اتوبان رانندگی کرد.

## اقتصاد
در اواسط ۱۹۹۰ نفت خام گاز طبیعی زغال سنگ خام اقتصاد توییست را تحت سلطه درآوردند. خصوصاً در این صنایع بسیاری از کارکنان در سال‌های آخر کار خود را از دست دادند. از آن زمان بسیاری از شرکت‌های تجاری کوچک و متوسط در منطقهٔ توییست تأسیس شدند خصوصاً در پارک صنعتی در اتوبان. بزرگترین کارفرما در توییست شرکت هلندی ویوین است. این شرکت پیشرو در سیستم‌های لوله پلاستیکی در بازار اروپاست.

## تحصیل
در توییست ۵ مدرسهٔ ابتدایی و ۱ دبیرستان مقدماتی وجود دارد . پس از یک جابجایی بزرگ و ساختمان جدید ساخته شده در سال ۲۰۰۷ دبیرستان مقدماتی به عنوان مدرسهٔ تمام وقت کار می‌کند. در سال ۲۰۰۹ مدارس ابتدایی نیز به تمام وقت تبدیل شدند. این مدارس ضمانت می‌کنند که دانش آموزان در طول روز مراقبت شده غذای گرم دریافت می دارند